# Шелупанов, Александр Александрович
Александр Александрович Шелупанов (род. 16 октября 1954 года, г. Новоалтайск, Алтайский край) — российский учёный, доктор технических наук, профессор, общественный деятель, основатель научного направления «Фундаментальные и прикладные основы в области проектирования и разработки комплексных систем обеспечения информационной безопасности автоматизированных систем, кибербезопасность», ректор Томского государственного университета систем управления и радиоэлектроники (ТУСУР) (2014—2019 гг.), президент ТУСУРа (с 2019 года по н. в.), директор Института системной интеграции и безопасности ТУСУРа (с 2008 г. по н. в.), заведующий кафедрой комплексной информационной безопасности электронно-вычислительных систем (КИБЭВС) ТУСУРа (с 1999 г. по н. в.), директор научно-образовательного центра «Кибербезопасность» ТУСУРа (с 2020 г. по н. в.), директор Центра компетенций национальной технологической инициативы «Технологии доверенного взаимодействия» ТУСУРа (с 2021 г. по н. в.), председатель Правления РОО «Томское профессорское собрание» Архивная копия от 29 июля 2020 на Wayback Machine, президент Сибирской Академии наук высшей школы (САН ВШ), Заслуженный работник высшей школы Российской Федерации, лауреат премии Правительства Российской Федерации в области образования, дважды лауреат премии Правительства Российской Федерации в области науки и техники, Почётный работник науки и техники Российской Федерации, Почётный работник высшего профессионального образования России. Избран членом-корреспондентом РАН 29 мая 2025 года. .

## Биография
Родился 16 октября 1954 года в городе Новоалтайске Алтайского края.
В 1971 году окончил физико-математическую школу-интернат № 165 им. академика М. А. Лаврентьева в Академгородке г. Новосибирска. С 1971 по 1976 годы обучался на физико-техническом факультете Томского государственного университета им. В. В. Куйбышева (ТГУ). Окончил его по двум специальностям: прикладная математика и механика с присвоением квалификации: инженер, механик-математик.
С 1972 года начал работать лаборантом в одной из экспериментальных лабораторий НИИ прикладной математики и механики (НИИ ПММ) при ТГУ. После окончания университета продолжил работать в НИИ ПММ сначала в должности инженера, затем — научного сотрудника, заведующего отделом. Читал лекции и вёл практические занятия по системному программированию, проектированию робототехнических систем на физтехе ТГУ.
В 1991 году успешно защитил кандидатскую диссертацию на соискание учёной степени кандидата физико-математических наук, в 1997 году — докторскую диссертацию на соискание учёной степени доктора технических наук. Научные работы в диссертациях связаны с производством новых образцов специальной техники на базе созданного системно-методического, математического, алгоритмического и программного обеспечения проектирования систем специального назначения на предприятиях аэрокосмического и оборонного комплексов. Результаты научных работ успешно внедрены в практику отечественного ракетостроения.
С 1993 года по настоящее время работает в Томском государственном университете систем управления и радиоэлектроники. С 1999 года по настоящее время заведует профилирующей кафедрой комплексной информационной безопасности электронно-вычислительных систем (КИБЭВС) Архивная копия от 28 июля 2020 на Wayback Machine ТУСУРа.
C 2008 года по настоящее время является директором Института системной интеграции и безопасности (ИСИБ) Архивная копия от 28 июля 2020 на Wayback Machine ТУСУРа. С 2010 по 2014 годы — проректор по научной работе. С 2014 по 2019 годы — ректор ТУСУРа. В 2019 году избран на должность президента ТУСУРа. С 2020 года по н. в. — директор научно-образовательного центра «Кибербезопасность» ТУСУРа. С 2021 года по н. в. — директор Центра компетенций национальной технологической инициативы «Технологии доверенного взаимодействия» ТУСУРа.
На посту ректора реализовывал стратегию развития университета как инновационного, предпринимательского вуза, ведущего разработки в области передовых, высокотехнологичных направлений в тесной связке с предприятиями-партнёрами. Это позволило держать лидерские позиции в России в области выполнения научно-исследовательских и опытно-конструкторских работ в интересах высокотехнологичных цифровых производств: Роскосмос, Росэлектроника, Газпром, Росатом, оборонно-промышленный комплекс; повышать качество образования; вести опережающую подготовку кадров за счёт открытия базовых кафедр заинтересованных предприятий, совместных лабораторий и исследовательских центров; вести актуальные для реального сектора экономики работы совместно с индустриальными партнёрами; вовлекать молодёжь в научную и инновационную деятельность ТУСУРа посредством внедрённой методологии проектного обучения; реализовать уникальный университетский проект формирования кадрового резерва вуза — «элитная аспирантура»; технологическое предпринимательство.

## Семья
Женат. Двое детей: сын — Шелупанов Антон Александрович и дочь — Шелупанова Полина Александровна.

## Награды, звания, премии
- Орден Почёта (2025)[2]
- Заслуженный работник высшей школы Российской Федерации (2018)
- Лауреат премии Правительства Российской Федерации в области образования (2009)
- Премия Правительства Российской Федерации в области науки и техники (20 февраля 2014) — за разработку и внедрение территориально распределенных интегрированных систем мониторинга, оповещения и управления
- Премия Правительства Российской Федерации в области науки и техники (2018)
- Почётное звание «Почётный работник науки и техники Российской Федерации» (2017)
- Почётный работник высшего профессионального образования России (2005)
- За успешное обеспечение космических программ награждён орденом им. Ю. А. Гагарина (2014) и медалями Федерации космонавтики имени: Н. А. Пилюгина, Ю. А. Гагарина, С. П. Королёва, М. Ф. Решетнева, К. Э. Циолковского (1991, 2000, 2004, 2006, 2007)
- Высшая награда губернатора Томской области орден «Томская слава» (2019)
- Юбилейная медаль «400 лет городу Томску» (2004)
- Награды мэра города Томска: знак отличия «За вклад в развитие города» (2017), медаль «За отличие» (2019)
- Памятный знак Законодательной думы Томской области «Герб Томской области» Архивная копия от 28 июля 2020 на Wayback Machine в золотом исполнении (2019)
- Знаки отличия: «За заслуги в сфере образования» I степени (2014), «За заслуги перед Томской областью» (2017)
- Медаль Губернатора Томской области «За достижения» (2014)
- Юбилейная медаль «70 лет Томской области» (2014)
- Юбилейный знак «75 лет Томской области» (2019)
- Знак Российской инженерной академии «Инженерная доблесть» (2019)
- Четырежды удостоен звания «Лауреат премии Томской области в сфере образования, науки, здравоохранения и культуры» (2004, 2007, 2014, 2020)
- Дважды Лауреат конкурса администрации Томской области «Человек года» («Учёный года 2008», «Прорыв года 2010»)
- Победитель конкурса на назначение стипендии Губернатора Томской области для профессоров (2010)
- Почётный знак Совета безопасности Российской Федерации за высокие научные достижения и большой личный вклад в подготовку кадров в области информационной безопасности (2014)
- Награды ФСТЭК России: знак отличия ФСТЭК России «За заслуги в защите информации» (2007), медаль ФСТЭК России «За укрепление государственной системы защиты информации» II степени (2008), медаль ФСТЭК России «За укрепление государственной системы защиты информации» I степени (2012)
- Медаль ФСБ России «100 лет Криптографической службе» (2021)
- Памятная медаль Академии ФСБ России и Федерального учебно-методического объединения в области информационной безопасности «100 лет со дня рождения И. Я. Верченко» (2007)
- Профессиональная премия в области информационной безопасности «Серебряный кинжал» (2014)
- Медаль «За заслуги перед ТУСУР» (2012)
- Юбилейная медаль «100 лет Советской армии и военно-морскому флоту» (2018)
- Медаль «Д. И. Менделеев» Томского государственного университета (2018)
- Нагрудный знак Профсоюза работников народного образования и науки Российской Федерации «За социальное партнерство» (2019)

## Общественная деятельность

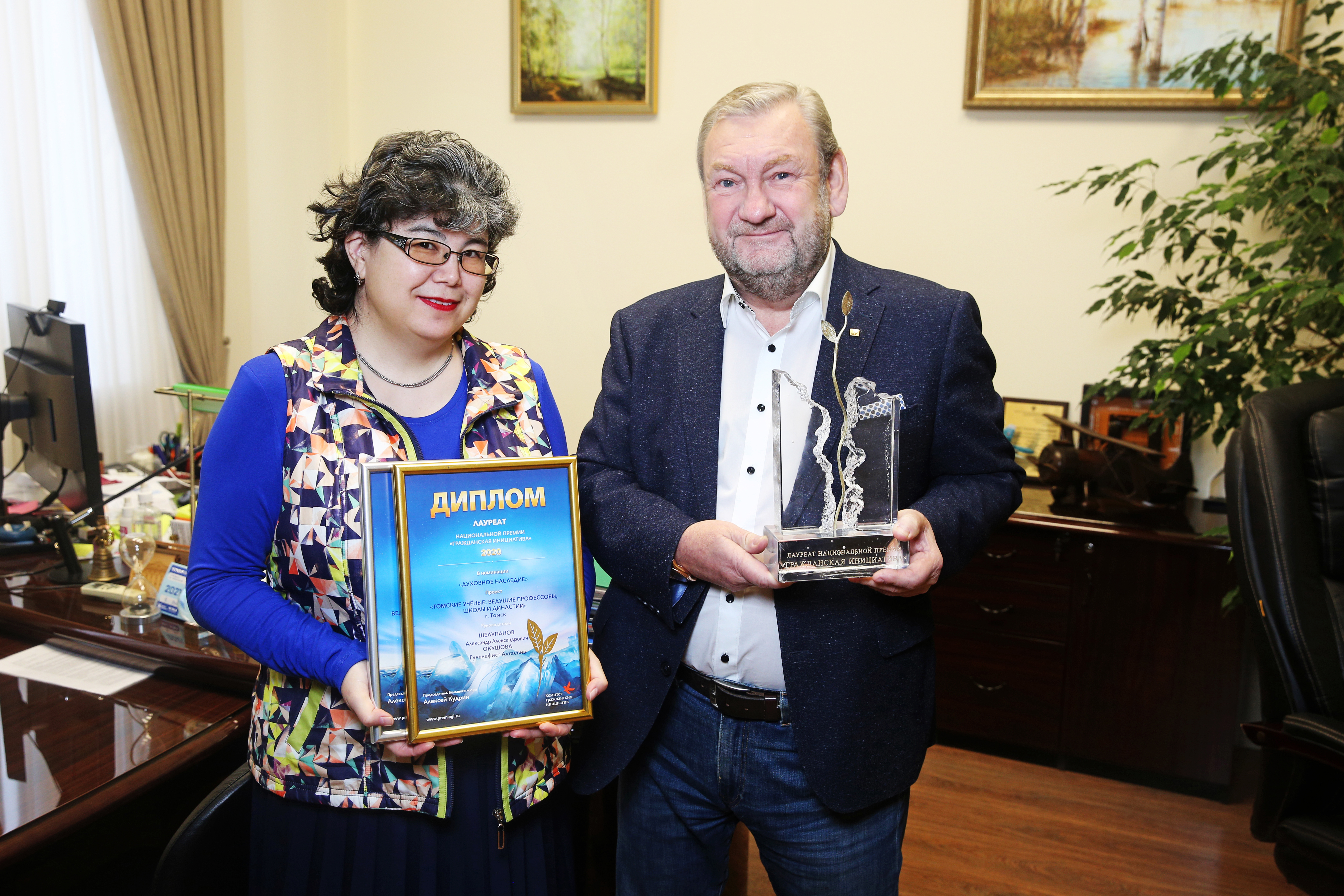

Председатель Правления РОО «Томское профессорское собрание» Архивная копия от 29 июля 2020 на Wayback Machine (с 2011 года), объединяющего более 1 000 профессоров Томской области.
По его инициативе и под его руководством в городе Томске и в стране активно ведётся просветительская деятельность, направленная на привлечение молодежи к научному творчеству, популяризацию науки, профориентацию молодежи, знакомство с ведущими научными школами Томской области и их достижениями. Проводятся различные мероприятия: лектории, творческие вечера, выпускаются документальные видеофильмы о томских профессорах Архивная копия от 29 июля 2020 на Wayback Machine, отдельные видеопередачи в формате делового интервью с профессорами РАН, работает дискуссионный профессорский клуб, на котором докладываются и обсуждаются современные тенденции науки, техники и технологий. Член президиума Российского профессорского собрания Архивная копия от 29 июля 2020 на Wayback Machine.
Инициатор, автор и меценат идеи создания в городе Томске на территории Томского государственного университета систем управления и радиоэлектроники скульптурной композиции «Древо Знаний» Архивная копия от 3 августа 2020 на Wayback Machine. Открытие которой состоялось 7 мая 2017 года Архивная копия от 29 июля 2020 на Wayback Machine, в День радио — традиционный профессиональный праздник тусуровцев.
Впервые в 2018 году по его инициативе проведён конкурс РОО «Томское профессорское собрание» на присвоение звания «Почётный профессор Томского профессорского собрания» с вручением нагрудного Золотого знака. Звание «Почетный профессор Томского профессорского собрания» Архивная копия от 29 июля 2020 на Wayback Machine является высшей формой поощрения научно-образовательной деятельности профессоров, проживающих на территории Томской области.
В результате такой масштабной деятельности в 2021 году мегапроект «Томские учёные: ведущие профессора, школы и династии», реализованный Томским профессорским собранием стал лауреатом национальной премии «Гражданская инициатива» Архивная копия от 18 февраля 2022 на Wayback Machine в номинации «Духовное наследие».
- Председатель научно-технического совета г. Томска
- Президент Сибирской академии наук Высшей школы (САН ВШ)
- Председатель совета Томской торгово-промышленной палаты
- Заместитель председателя Томского регионального отделения Союза машиностроителей России
- Член Межведомственного совета по присуждению премий Правительства РФ в области науки и техники
- Член президиума Российского профессорского собрания

## Научная деятельность

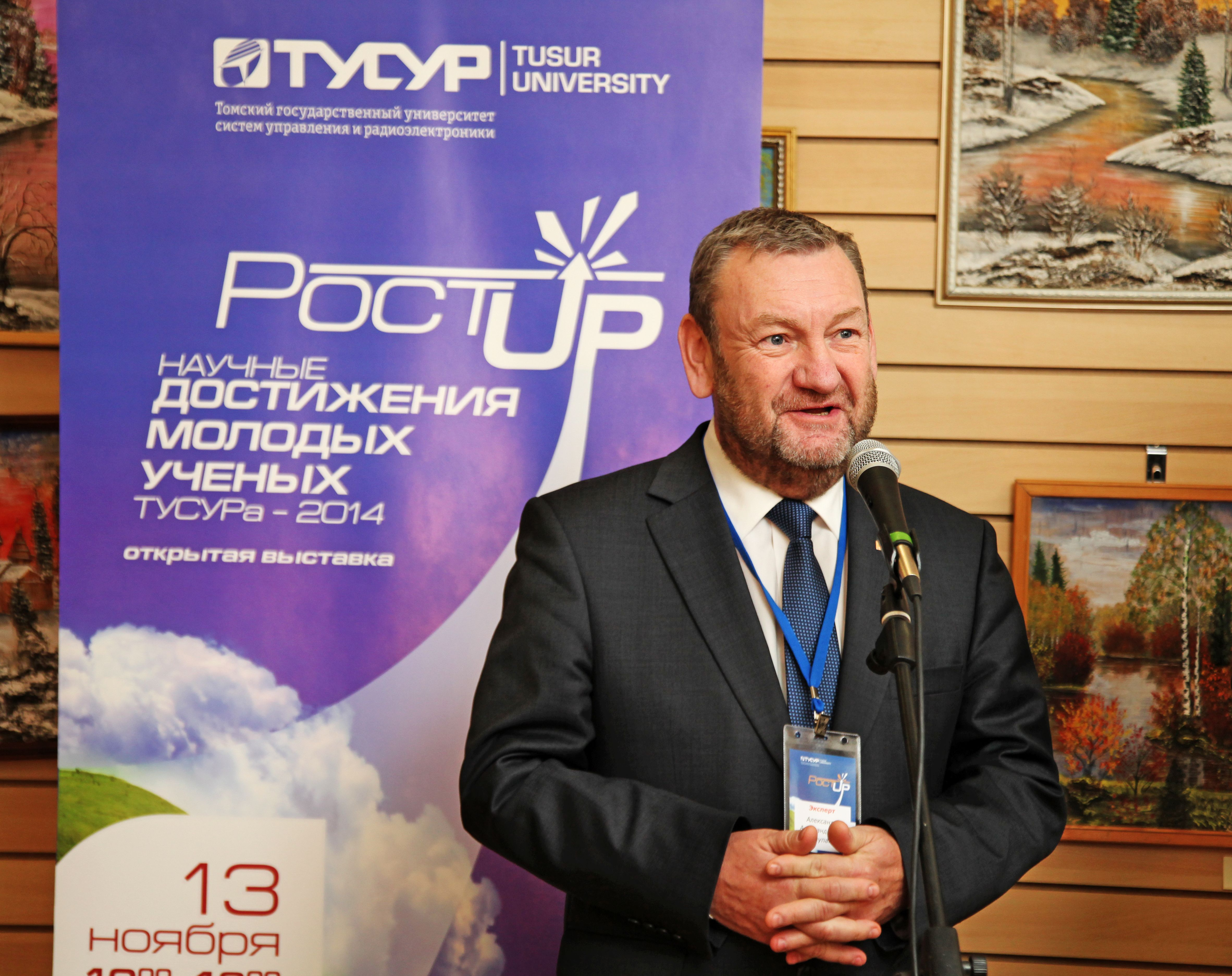

А. А. Шелупанов является руководителем созданного им научного направления — фундаментальные и прикладные основы в области проектирования и разработки комплексных систем обеспечения информационной безопасности автоматизированных систем для развития приоритетного направлении развития науки, технологий и техники — безопасность и противодействие терроризму, кибербезопасность.
Результаты научной деятельности внедрены на предприятиях аэрокосмического и оборонного комплексов страны и в практику отечественного ракетостроения.
Результаты научной и педагогической деятельности А. А. Шелупанова отражены в более 600 публикациях, в том числе в 16 научных монографиях, 50 учебниках, учебных и учебно-методических пособиях, 79 патентах на изобретения и свидетельствах о государственной регистрации программы для ЭВМ. Под научным руководством А. А. Шелупанова защищено 4 докторских и 30 кандидатских диссертаций.
А. А. Шелупанов — председатель диссертационного совета , заместитель председателя диссертационного совета , член диссертационного совета . Является научным руководителем образовательной программы «Методы и системы защиты информации, информационная безопасность» направления «Информационная безопасность (10.06.01)» для подготовки кадров высшей научной квалификации.
Заместитель главного редактора журналов: «Symmetry» (Q1), «Доклады ТУСУР»; член редколлегии журналов: «Информатика и системы управления», «Информация и безопасность», «Проблемы информационной безопасности. Компьютерные системы», «Information Innovative Technologies», «СТЭК-В», «Вопросы кибербезопасности».
А. А. Шелупанов является:
- членом программного комитета крупнейшего Европейского форума «European Forum On Electronic Signature — ЕFPI»;
- председателем оргкомитета ежегодного Всероссийского конкурса студентов и аспирантов по информационной безопасности «Сибинфо» с 2000 года по н. в.;
- сопредседателем секции международной конференции «Системные проблемы математического моделирования, качества электронной техники»;
- научным руководителем постоянно действующего научного Томского IEEE-семинара «Интеллектуальные системы моделирования, проектирования и управления» и научным редактором сборников научных трудов «Интеллектуальные системы в проектировании, управлении и образовании» с 1999 года по н. в., «Системная интеграция и безопасность»;
- почётным Senior member IEEE;
- ответственным координатором выполненных десяти государственных проектов по постановлениям № 218 и 219 Правительства РФ.

При его участии созданы территориально распределённые интегрированные системы мониторинга, оповещения и управления, которые поставлены на вооружение в Министерство обороны Российской Федерации, развернуты во внутренних войсках Министерства внутренних дел России на всей территории страны, Росгидромете и лесничествах десятков субъектов Российской Федерации. Эти достижения отмечены премией Правительства Российской Федерации в области науки и техники (2013 г.).
В качестве руководителя научно-педагогического коллектива стал лауреатом государственной премии Правительства Российской Федерации в области науки и техники для молодых ученых за работу «Интеллектуальная комплексная гетерогенная система безопасности территориально удаленных объектов на основе адаптивного многоуровневого моделирования и упреждающего прогнозирования» (2018 г.).

## Педагогическая деятельность

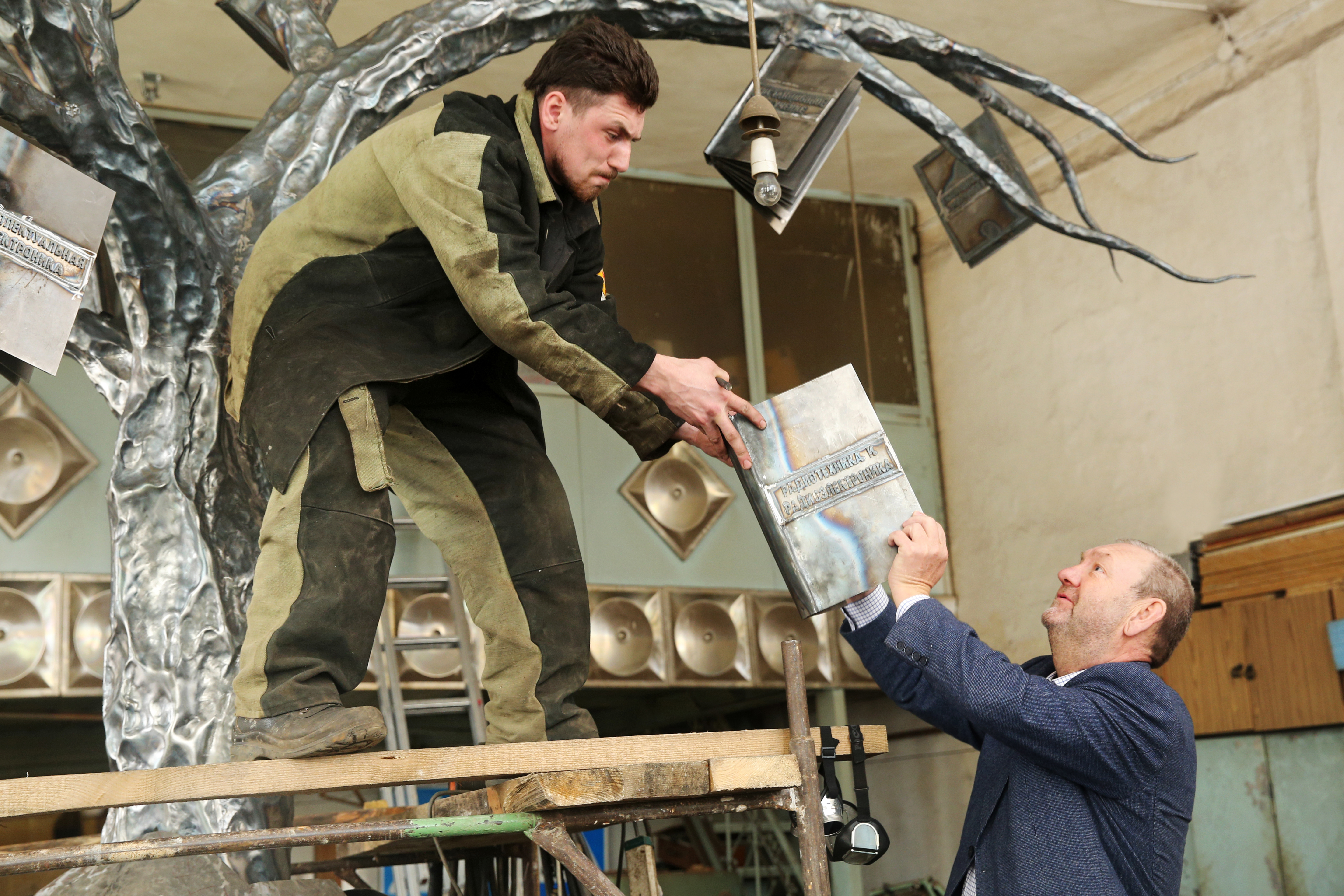

В качестве руководителя научно-педагогического коллектива отмечен премией Правительства Российской Федерации в области образования «За создание комплекта учебных пособий, учебников и монографий по криптографическим, программно-аппаратным, техническим методам и средствам защиты информации, обеспечивающего подготовку специалистов в области информационной безопасности для образовательных учреждений высшего профессионального образования» (2009 г.).
Педагогическая деятельность связана с чтением курсов лекций: «Операционные системы», «Математическая логика и теория алгоритмов», «Теория вероятностей и математическая статистика», «Основы системного анализа», спецкурсов «Глобальные компьютерные сети», «Сетевые технологии», «Основы информационной безопасности».
Учебные пособия: «Математическая логика и теория алгоритмов», «Основы информационной безопасности» и учебник «Технические средства и методы защиты информации», которым присвоены грифы Министерства образования и науки Российской Федерации, включены в список обязательной литературы для вузов России группы специальностей «Информационная безопасность». Шести учебным пособиям присвоены грифы учебно-методических объединений вузов.
С 2000 года по его инициативе создано Сибирское региональное отделение учебно-методического объединения вузов России по образованию в области информационной безопасности (СибРОУМО), объединившее 25 вузов Сибири и Дальнего Востока. СибРОУМО занимается координацией учебно-методической работы, профессиональной переподготовки преподавательского состава в регионе, проведением экспертиз качества подготовки специалистов по защите информации в вузах России и др.

## Сведения о публикациях
- Elibrary (Elibrary AuthorID: 51474, Elibrary SPIN-код: 4741-5979)
- Web of Science (Web of Science ResearcherID: P-2301-2014 Архивная копия от 28 июля 2020 на Wayback Machine)
- Scopus (Scopus AuthorID: 6505540251)
- ORCID (ORCID ID: 0000-0003-2393-6701 Архивная копия от 28 июля 2020 на Wayback Machine)
- Google Scholar Citations (Google Scholar Citations User: Ah-i4zMAAAAJ Архивная копия от 28 июля 2020 на Wayback Machine)
- SciProfiles (SciProfiles ID: 1319853)

### Некоторые публикации
1. Идентификация и аутентификация в цифровом мире: монография / А. Г. Сабанов, А. А. Шелупанов. — М.: Горячая линия — Телеком, 2022. — 356 с.: ил. — ISBN 978-5-9912-0976-2. — (Серия «Технологии доверенного взаимодействия»).
2. Форензика. Теория и практика расследования киберпреступлений: монография / А. А. Шелупанов, А. Р. Смолина. — М.: Горячая линия — Телеком, 2018. — 104 с. — ISBN 978-5-9912-0769-0.
3. Модель угроз информационной безопасности программного обеспечения компьютерных сетей на основе атрибутивных метаграфов: монография / А. К. Новохрестов, А. А. Конев, А. А. Шелупанов, Е. М. Давыдова. — Томск: В-Спектр, 2018. — 88 с. — ISBN 978-5-91191-404-2.
4. Современные методы и способы идентификации. Теория и практика: монография / А. Ю. Исхаков, Р. В. Мещеряков, А. А. Шелупанов, С. Ю. Исхаков. — Томск: Изд-во ТУСУР, 2016. — 114 с. — ISBN 978-5-86889-761-0.
5. Безопасность комплексных гетерогенных систем и сетей. Теория и практика: монография / С. Ю. Исхаков, А. А. Шелупанов, Р. В. Мещеряков. — Томск: Изд-во ТУСУР, 2015. — 119 с. — ISBN 978-5-86889-724-5.
6. Обеспечение безопасности гетерогенных объектов на основе многоуровневого моделирования и упреждающего прогнозирования инцидентов: монография / С. Ю. Исхаков, А. А. Шелупанов [и др.]. — Томск: В-Спектр, 2014. — 90 с. — ISBN 978-5-91191-322-9.
7. Шелупанов А. А. Сжатие цифровых изображений: монография / О. О. Евсютин, А. А. Шелупанов [и др.]. — М.: Горячая линия-Телеком, 2013. — 124 с. — ISBN 978-5-9912035-7-9.
8. Защита персональных данных в организациях здравоохранения: монография / А. Г. Сабанов, А. А. Шелупанов [и др.]. — М.: Горячая линия — Телеком, 2012. — 206 с.: — ISBN 978-5-9912-0243-5.
9. Технические средства и методы защиты информации: учебник для вузов / А. П. Зайцев, А. А. Шелупанов, Р. В. Мещеряков [и др.] / под ред. А. П. Зайцева, А. А. Шелупанова. Гриф Минобрнауки РФ. — 7-е изд., испр. и доп. — М.: Горячая линия — Телеком, 2012; 425 с. — ISBN 978-5-9912-0084-4.
10. Разработка и исследование математических моделей, методик и программных средств информационных процессов при идентификации автора текста: монография / А. С. Романов, А. А. Шелупанов, Р. В. Мещеряков. — Томск: В-Спектр, 2011. — 188 с. — ISBN 978-5-91191-235-X.
11. Информационно-коммуникационная система региона: монография / Н. Н. Кузьмина, Н. А. Попов, А. А. Шелупанов. — Томск: В-Спектр, 2010. — 214 с. — ISBN 978-5-91191-153-9.
12. Аутентификация. Теория и практика обеспечения доступа к информационным ресурсам: учеб. пос. для вузов / под ред. А. А. Шелупанова, С. Л. Груздева, Ю. С. Нахаева. Гриф УМО. — М.: Горячая линия — Телеком, 2009. — 552 с.: ил. — ISBN 978-5-9912-0110-0.
13. Комплексное обеспечение информационной безопасности автоматизированных систем: монография / Р. В. Мещеряков, А. А. Шелупанов. — Томск: В-Спектр, 2007. — 350 с. — ISBN 978-5-91191-182-5.
14. Математическая логика и теория алгоритмов: учеб. пос. для вузов / В. М. Зюзьков, А. А. Шелупанов. Гриф Минобрнауки РФ. — 2-е изд., испр. и доп. — М.: Горячая линия — Телеком, 2007. — 176 с. — ISBN 5-93517-349-2.
15. Основы информационной безопасности: учебное пособие для вузов / Е. Б. Белов, В. П. Лось, Р. В. Мещеряков, А. А. Шелупанов. Гриф Минобрнауки РФ. — М.: Горячая линия-Телеком, 2006. — 544 с. — ISBN 5-93517-292-5.
16. Системный анализ в защите информации: учеб. пос. для вузов / А. А. Шумский, А. А. Шелупанов. Гриф УМО. — М.: Гелиос АРВ, 2005. — 220 с.: ил. — ISBN 5-85438-128-1.
17. Специальные вопросы информационной безопасности: монография / Р. В. Мещеряков, А. А. Шелупанов. — Томск: Изд-во Института оптики атмосферы СО РАН, 2003. — 244 с. — ISBN 5-94458-028-3.

## Видеоинтервью Александра Шелупанова с учеными
- «Путь к большому признанию». Евгений Чойнзонов (НИИ онкологии Томского НИМЦ)
- «Селекция растений и рыб». Маргарита Романова (НИИ сельского хозяйства и торфа)
- «Центральная научно-исследовательская лаборатория СибГМУ». Елена Удут
- «Институт сильноточной электроники». Николай Ратахин
- «Проблемы с атмосферой». Игорь Пташник (Институт оптики атмосферы им. В. Е. Зуева СО РАН)
- «Будущее образования». Валерий Обухов (ТГПУ)
- «Импульсные ускорители». Геннадий Ремнёв (ТПУ) Архивная копия от 24 июня 2021 на Wayback Machine
- «Плазменная электроника». Ефим Окс (ТУСУР) Архивная копия от 22 апреля 2021 на Wayback Machine
- «Дела сердечные». Сергей Попов (НИИ кардиологии) Архивная копия от 22 апреля 2021 на Wayback Machine
- «Кафедра патофизиологии». Ольга Уразова (СибГМУ)
- «В здоровом теле — здоровый дух». Аркадий Семке (НИИ психического здоровья)
- «Медицинская реабилитация post-covid-19». Алексей Зайцев (НИИ курортологии и физиотерапии)
- «Северский технологический институт». Михаил Носков (СТИ НИЯУ МИФИ)
- «Космические материалы в ракетостроении». Михаил Михайлов (ТУСУР) Архивная копия от 9 сентября 2020 на Wayback Machine
- «Плазмотехника в строительстве». Геннадий Волокитин (ТГАСУ) Архивная копия от 13 августа 2020 на Wayback Machine
- «Проблемы школьного образования». Михаил Червонный (ТГПУ) Архивная копия от 8 сентября 2020 на Wayback Machine
- «Исследовательский реактор». Олег Долматов (ТПУ) Архивная копия от 13 августа 2020 на Wayback Machine
- «Связь 5G и Интернет вещей». Евгений Рогожников (ТУСУР) Архивная копия от 13 августа 2020 на Wayback Machine
- «Радиофармпрепараты в онкологии». Владимир Чернов (НИИ онкологии) Архивная копия от 13 августа 2020 на Wayback Machine
- «Фотонные интегральные микросхемы». Леонид Бабак (ТУСУР) Архивная копия от 8 сентября 2020 на Wayback Machine
- «Бизнес в науке». Алексей Князев (ООО «Инжиниринговый химико-технологический центр») Архивная копия от 9 сентября 2020 на Wayback Machine

## Материалы в СМИ

### Общественно-политические журналы
1. Локомотив развития — наука. — Территория интеллекта. — февраль 2015. — № 1(43) — С. 8-9. Архивная копия от 5 июня 2020 на Wayback Machine
2. Импортозамещение только в партнерстве. — Территория интеллекта. — апрель 2015. — № 2(44). — С. 14-15. Архивная копия от 5 июня 2020 на Wayback Machine
3. Стать университетом мирового уровня. — Аккредитация в образовании. — 2015. — № 6(82). — С. 26-28. Архивная копия от 9 августа 2020 на Wayback Machine
4. Идущие вперед. — Территория интеллекта. — октябрь 2015. — № 5(47). — С. 12-13. Архивная копия от 5 июня 2020 на Wayback Machine
5. В традициях ученого сообщества. — Территория интеллекта. — декабрь 2015. — № 6(48). — С. 22-24.
6. Все профильные направления вуза сегодня востребованы промышленностью. — Территория интеллекта. — декабрь 2015. — № 6(48). — С. 18-19.
7. Векторы развития: образование, науки, инновации. — Территория интеллекта. — февраль 2016. — № 1(49). — С. 24-25. Архивная копия от 5 июня 2020 на Wayback Machine
8. ТУСУР — центр инноваций, где создаются технологии, меняющие жизнь к лучшему. — Территория интеллекта. — февраль 2017. — № 1(55). — С. 20-21. Архивная копия от 5 июня 2020 на Wayback Machine
9. Глобальная конкурентоспособность ТУСУР. — Аккредитация в образовании. — 2017. — № 4 (96). — С. 8-9. Архивная копия от 11 февраля 2020 на Wayback Machine
10. Инновационный вуз обязан смотреть на насколько шагов вперед. — Первый экономический. — апрель 2017. — № 67. — С. 12-15.
11. «Цифра цифре рознь». — Аккредитация в образовании. — 2018. — № 8(108). — С.8-9. Архивная копия от 22 февраля 2020 на Wayback Machine
12. Необходимо формировать культуру информационной безопасности. — Территория интеллекта. — май 2018. — № 2(62) — С. 20-21. Архивная копия от 5 июня 2020 на Wayback Machine
13. Привычные инновации. — Эксперт Сибирь. — 22 октября — 11 ноября 2018. — № 43-45(523). — С. 14-15. Архивная копия от 6 ноября 2018 на Wayback Machine
14. Полезные коллаборации. — Территория интеллекта. — май 2019. — № 2(66). — С. 8-9. Архивная копия от 5 июня 2020 на Wayback Machine
15. Для цифрового ТУСУРа наступает «золотой» век. — Территория интеллекта. февраль 2019. — № 1(65). — С. 14-17. Архивная копия от 5 июня 2020 на Wayback Machine
16. К рынку IoT готовы. — Эксперт Сибирь. — 25 февраля-17 марта 2019. — № 7-11 (529). С. 18-19. Архивная копия от 22 марта 2019 на Wayback Machine
17. ТУСУР: ответственны за технический прогресс в Томской области и стране. — Деловая Россия. — 2016. — № 11-12(1). — С. 124—125.